# Joan Sandalinas i Fornas
Joan Sandalinas i Fornas (Barcelona, 1903 - 1991) pintor de l'avantguarda catalana.
Es formà a l'Ateneu Obrer i al Cercle Artístic de sant Lluc i al llarg de la seva carrera compaginà la seva feina de funcionari a l'empresa de Telefónica amb la d'artista.
El 1928 es donà a conèixer mitjançant la revista "L'amic de les Arts" i el 1929 mostrà obres seves a l'Exposició d'art abstracte de les galeries Dalmau de Barcelona.
Treballà amb el llenguatge cubista, el constructivista, l'orfiste i el surrealista. La seva influència principal fou Giorgio de Chirico i Torres-García. Sempre estigué al marge dels circuits comercials malgrat ser un dels impulsors de l'avantguarda a Catalunya, sobretot de la tendència informalista, i la Guerra Civil trencà totalment amb les aspiracions a poder exposar.
Titulà, signà i datà pràcticament totes les obres i a partir de 1975 s'anà redescobrint les seves pintures a través de diverses exposicions col·lectives.
El 2007 el Museu de Montserrat reivindicà la seva obra, juntament amb la de Joan Junyer, a través d'una mostra dels dos artistes. Allí s'hi presentaren 30 dibuixos la majoria fets entre 1924 i 1927 on tracten escenes quotidianes. La fixació per la proximitat i el fet social són influència d'Antoni Costa amb el qual passejaren pels barris barcelonesos.
Actualment a Catalunya es troba alguna obra seva a la Biblioteca Museu Víctor Balaguer i al Museu de Valls.